# Yeopim
Yeopim (Weapemeoc vlastiti, Jaupim), glavna skupina Algonquian Indijanaca na koju se odnosi naziv Weapemeoc. Živjeli su duž rijeke Yeopim u Sjevernoj Karolini, dok su ostale skupine Pasquotank, Perquiman i Poteskeet živjeli u susjednom obližnjem kraju Currituck Sounda, gdje su se bavili lovom i ribarenjem. 
Yeopimi su nestali ubrzo nakon kontakta s Europljanima, a poglavica Yeopima 1662. godine prodaje plemensku zemlju naseljenicima. Godine 1701., prema Johnu Lawsonu (1860), imali su svega 6 preživjelih (1 muškarac). Iste te godine Pasquotanki su imali svega 10 ratnika a Poteskeeti 30.